# 索拉德
索拉德，是匈牙利绍莫吉州所辖的一个村。总面积19.98平方公里，总人口571，人口密度28.6人/平方公里（2011年1月1日）。